# Eccellenza Umbria 1991-1992
Il campionato italiano di calcio di Eccellenza regionale 1991-1992 è il primo organizzato in Italia. Rappresenta il sesto livello del calcio italiano ed il maggiore in ambito regionale.
Questo è il girone unico organizzato dal Comitato Regionale dell'Umbria.

## Squadre partecipanti
| Squadra            | Città (provincia)                       | Stagione 1990-91                                |
| ------------------ | --------------------------------------- | ----------------------------------------------- |
| Amerina            | Amelia (TR)                             | 8° in Promozione Umbria                         |
| Assisi Angelana    | Santa Maria degli Angeli di Assisi (PG) | 6° in Promozione Umbria                         |
| Dinamo Borgo Bovio | Terni                                   | 7° in Promozione Umbria                         |
| Deruta             | Deruta (PG)                             | 14° in Promozione Umbria                        |
| La Castellana      | Bruna di Castel Ritaldi (PG)            | 11° in Promozione Umbria                        |
| Nuova Spoleto      | Spoleto (PG)                            | 15º nel Campionato Interregionale/F, retrocessa |
| Ortana             | Orte (VT)                               | 2° in Promozione Umbria                         |
| Pianello           | Pianello di Perugia                     | 10° in Promozione Umbria                        |
| Pievese            | Città della Pieve (PG)                  | 12° in Promozione Umbria                        |
| Ponte Pattoli      | Ponte Pattoli di Perugia                | 5° in Promozione Umbria                         |
| Pontevecchio       | Ponte San Giovanni di Perugia           | 1° in Prima Categoria Umbria/B, promossa        |
| San Sisto          | San Sisto di Perugia                    | 4° in Promozione Umbria                         |
| Subasio            | Rivotorto di Assisi (PG)                | 13° in Promozione Umbria                        |
| Tiberis            | Umbertide (PG)                          | 3° in Promozione Umbria                         |
| Torgiano           | Torgiano (PG)                           | 1° in Prima Categoria Umbria/A, promosso        |
| Valfabbrica        | Valfabbrica (PG)                        | 9° in Promozione Umbria                         |

## Classifica finale
|  | Pos. | Squadra            | Pt | G  | V  | N  | P  | GF | GS | DR  |
|  | ---- | ------------------ | -- | -- | -- | -- | -- | -- | -- | --- |
|  | 1.   | Pontevecchio       | 43 | 30 | 16 | 11 | 3  | 52 | 22 | +30 |
|  | 2.   | Dinamo Borgo Bovio | 40 | 30 | 14 | 14 | 4  | 40 | 24 | +16 |
|  | 3.   | San Sisto          | 40 | 30 | 15 | 10 | 5  | 35 | 19 | +16 |
|  | 4.   | Valfabbrica        | 33 | 30 | 11 | 11 | 8  | 25 | 20 | +5  |
|  | 5.   | Tiberis            | 32 | 30 | 8  | 16 | 6  | 35 | 28 | +7  |
|  | 6.   | Ortana             | 32 | 30 | 10 | 12 | 8  | 44 | 39 | +5  |
|  | 7.   | Torgiano           | 31 | 30 | 9  | 13 | 8  | 34 | 26 | +8  |
|  | 8.   | Nuova Spoleto      | 30 | 30 | 7  | 16 | 7  | 26 | 25 | +1  |
|  | 9.   | Pianello           | 28 | 30 | 8  | 12 | 10 | 29 | 31 | -2  |
|  | 10.  | La Castellana      | 28 | 30 | 8  | 12 | 10 | 34 | 38 | -4  |
|  | 11.  | Pievese            | 28 | 30 | 8  | 12 | 10 | 26 | 32 | -6  |
|  | 12.  | Deruta             | 27 | 30 | 6  | 15 | 9  | 30 | 40 | -10 |
|  | 13.  | Amerina            | 26 | 30 | 4  | 18 | 8  | 18 | 24 | -6  |
|  | 14.  | Assisi Angelana    | 23 | 30 | 4  | 15 | 11 | 23 | 37 | -14 |
|  | 15.  | Ponte Pattoli      | 22 | 30 | 5  | 12 | 13 | 29 | 44 | -15 |
|  | 16.  | Subasio            | 17 | 30 | 4  | 9  | 17 | 20 | 51 | -31 |

Legenda:

      Promossa nel Campionato Nazionale Dilettanti 1992-1993.
      Retrocessa in Promozione Umbria 1992-1993.
Regolamento:

Due punti a vittoria, uno a pareggio, zero a sconfitta.
A parità di punteggio valevano gli scontri diretti. In caso di pari merito in zona promozione e/o retrocessione si doveva giocare una gara di spareggio.